# Тоффи (персонаж)
То́ффи (англ. Toffee) — персонаж из мультсериала «Звёздная принцесса и силы зла», один из главных антагонистов первого и второго сезонов.
В Fortune Cookies он нанимается в армию Людо в качестве «эксперта в магической деятельности». Позже, после узурпации власти, в Marco Grows a Beard становится лидером армии Людо. После взрыва и раскола волшебной палочки Звёздочки Баттерфляй в Storm the Castle единорог, находившийся внутри, погибает. Позже, в The Hard Way, выясняется, что Тоффи вселился в другую половину палочки, тем самым начав контролировать её магическую энергию, с помощью которой он овладел телом Людо. В Toffee он восстанавливает свою прежнюю форму, но в конечном счёте терпит поражение. Погиб от магии Звёздочки.
Озвучен Майклом Си Холлом.

## Появления
Тоффи впервые появляется в Fortune Cookies. Злодей-птеродактиль Людо искал помощи в организации своей армии монстров, и Тоффи присоединился к нему в качестве «эксперта по магической деятельности» со скрытым намерением возглавить монстров. Как и другие противники Звёздочки Баттерфляй, он хочет заполучить её волшебную палочку. Персонаж начал давать необходимые советы для осуществления планов своего лидера.
Узнав, что Звёздочка Баттерфляй прислушивается ко всему, что предсказывает китайское «печенье судьбы», он организует хитрый план. Подделав послание внутри печенья Тоффи вынуждает принцессу прекратить борьбу с монстрами. В итоге врагам почти удаётся забрать палочку у Звёздочки, но из-за оплошности слуг Людо план проваливается, однако Тоффи это не останавливает.
В Mewnipendance Day Тоффи создаёт робота-шпиона (смоделированного под Всевидящее Око), который берёт на себя обязанности Жабана и тем самым будто подменяет его в команде. Он также специально подставляет Жабана, подбив на заведомо невыполнимое задание. Тот соглашается, желая выслужиться перед Людо. В итоге он не справляется с элементарным заданием и Тоффи убеждает Людо уволить бывшего заместителя. Людо выгоняет Жабана прочь из замка, но сомневается в правильности этого решения. Септарианин успокаивает Авариуса, говоря что тот поступил правильно.
В Marco Grows a Beard Тоффи вместе с Людо и его армией отправляется на Землю для очередной попытки захвата палочки. В то время когда они проходят через бороду Марко, Тоффи даёт безымянному монстру-жирафу стакан воды, когда тот говорит, что обезвожен. После поражения Тоффи предлагает армии отказаться от Людо в качестве лидера (так как тот не умеет с ними обращаться) и примкнуть к нему. Приняв предложение они вышвыривают своего бывшего «лидера» из собственного замка.
В Storm the Castle Тоффи похищает Марко и помещает в непроницаемую кристаллическую коробку. Хотя злодей и оказывается учтивым, Марко отказывается от его гостеприимства, даже когда тот предлагает ему бутерброд. Звёздочка, Людо и Жабан врываются в замок. Тоффи получает лучом в правую руку из палочки принцессы и падает на пол, спокойно наблюдая за битвой следующие несколько секунд. Одолев всех монстров, Звёздочка, входя в состояние Баттерфляй, пытается разрушить кристалл, и у неё это выходит, но подбегая к кристаллу, Звёздочка не успевает спасти друга. Кристалл восстанавливается. С помощью регенерации Тоффи отрастает себе новую руку и, встав, говорит принцессе, что кристальная коробка теперь в два раза сильнее, и нажимает на кнопку пульта, что приводит к спусканию вниз верхней стенки кристалла. Звёздочка предлагает свою палочку в обмен на свободу Марко. Тоффи говорит, что ему нужна не палочка, а её уничтожение. Звёздочка читает Заклинание Шёпота, способное уничтожить палочку. Тоффи выполняет свою часть сделки, открыв с помощью пульта кристальную коробку с Марко в ней. Звёздочка прыгает к Марко и использует кристалл в качестве щита во время самоуничтожения палочки. Физическое тело Тоффи было уничтожено взрывом, а его сознание поглотилось правой стороной кристалла палочки, когда тот раскололся надвое. Прежде чем палочка взрывается и разрушает замок Людо, Тоффи ухмыляется, как будто он ожидал этого.
В Into the Wand выясняется, что Тоффи впервые был побеждён в бою с Мун Баттерфляй, которая также отсекла тёмной магией средний палец на его правой руке. Звёздочка обнаруживает палец Тоффи внутри загрязнённой палочки. С помощью Глоссарика, Звёздочка забирает палец из своей палочки и возвратившись, бросает его в свой шкаф, полный секретов.
В конце The Hard Way Людо поддаётся воздействию тёмной магии из запретной главы королевы Эклипсы в книге заклинаний, что позволяет Тоффи (чьё сознание всё это время было в кристалле палочки Людо) завладеть его телом.
В Starcrushed Тоффи полностью контролирует тело Людо и формирует свою новую правую руку из палочки Людо, встраивая магию в свою ладонь. Он сражается с Мун Баттерфляй и Высшей Магической Комиссией, поглощая их энергию в бою. Под конец битвы, перед тем, как Мун убегает через портал на Землю, ящер говорит, чтобы она передала Звёздочке, что он вернётся за своим потерянным пальцем.
В Book Be Gone Людо уничтожает книгу заклинаний, в результате чего Глоссарик исчезает. Исходя из диалога Глоссарика и Тоффи (в теле Людо), это было частью его плана.
В Moon the Undaunted выясняется, что Тоффи убил мать королевы Баттерфляй. В возмездие Мун использовала «темнейшее заклинание», которому обучила её Эклипса, чтобы убить Тоффи. Однако, Мун попала не в сердце Ящера, а в его палец. В результате, палец растворился (попал внутрь палочки, эпизод Into the Wand).
В Toffee он восстанавливает своё тело, получив палец обратно. Но он был уже не септарсисом, а ходячим сгустком антимагической материи. Позже, Звёздочка в форме Баттерфляй поражает Тоффи заклинанием, таким образом побеждая его, несмотря на использование белой магии, из-за чего он превращается в «живое месиво». В этой же серии Тоффи был добит Людо.

## Оценки

### Общая характеристика
Тоффи — бессмертный септарианский монстр, носящий деловой костюм, давний враг волшебного королевства Мьюни, стремящийся положить конец порабощению монстров. Против него невозможно было применить белую магию, что привело к тому, что молодой Лу́не Баттерфляй пришлось использовать тёмное заклинание, чтобы навредить ему. Это установило правило, что не сила заклинания делала его уязвимым, а тип заклинания. После того, как Мун отрубила ему палец тёмной магией, он был вынужден скрыться. Тоффи был нанят Людо, чтобы обучать своих приспешников быть злодеями, но он оставался тихим наблюдателем, который созерцал, как подчинённые Людо продолжают проваливать свои миссии. На протяжении первого сезона он оставался на стороне проигравших и, на первый взгляд, казался таким же неэффективным, как и его злодейские коллеги, хотя его манеры выдавали его характер больше, чем он показывал.
Вскоре Тоффи начал проявлять достаточно уверенности и веры в своих товарищей, что смог совершить успешный переворот и изгнать Людо из собственного замка. За время своего пребывания под руководством Людо монстр узнавал о сильных и слабых сторонах Звёздочки Баттерфляй и понял, что единственные монстры, с которыми она сталкивалась, были открытыми и предсказуемыми. Он использовал это знание, чтобы заставить Звёздочку участвовать в сценарии, в котором магия её волшебной палочки не могла спасти её похищенного друга Марко, заставляя её подчиниться требованиям Тоффи. Всего за несколько эпизодов он оказывается намного более эффективным, чем Людо за весь сезон.
В конце первого сезона Тоффи удалось разделить палочку Звёздочки и получить под свой контроль половину магической силы палочки, раскрыв свои истинные замыслы и степень своей безжалостности.
По словам создательницы и исполнительного продюсера «Звёздной принцессы и сил зла» Дэрон Нефси, «Тоффи был историком и исследовал семью Баттерфляй, как никто никогда раньше. Он использовал свои силы во зло, и очень долго увлекался магией. Черепа, которые носил Тоффи, были членами семьи Баттерфляй из королевского двора, которого он убил».

### Оценки
В интервью создатель и исполнительный продюсер «Звёздной принцессы и сил зла» Дэрон Нефси называет Тоффи персонажем, который «не ошибается, но поступает неправильно». Актёр озвучивания персонажа Майкл Си Холл описывает его как «больного манией величия, рептильного, скользкого, проникающего, льстивого, предательского плохого парня».
Издание Collider помещало Тоффи в свои топы, такие как «10 лучших анимационных телезлодеев, способных перехитрить героев», «10 самых жутких злодеев из детских шоу». Максимилиан Лениг из Collider отмечает, что Тоффи выполняет всё «в расслабленном, уверенном и обычно тихом тоне, который сильно контрастирует с такими злодеями, как Людо с напыщенным и маниакальным поведением. Это делает его наименее эмоциональным злодеем и, в конечном счете, самым жутким из врагов Звёздочки Баттерфляй».
Издание Comic Book Resources неоднократно ставило Тоффи в свои топы: «10 лучших мультяшных злодеев 2010-х годов» (7-е место), «10 худших вещей о мультяшных злодеях» (6-е место, «Изменяющиеся силы»).
Нарелл Хо Санг из Kotaku отмечает, что действия Тоффи в первом сезоне «перевернули жизнь Звёздочки Баттерфляй, и более того, изменили динамику многих её отношений».

## Фанатские теории
В фанатском сообществе «Звёздной принцессы и сил зла» существует несколько теорий, связанных с Тоффи, например:
- Тоффи имеет связь с Эклипсой Баттерфляй, у которой был один ребёнок, которого она признаёт. Другая теория состоит в том, что Эклипса и Тоффи, вполне возможно, когда-то были чем-то одним целым, до того момента, как Эклипса встретила своего мужа. В главах книг об Эклипсе обнаруживается рейтинговая система для монстров. Один из этих монстров очень похож на Тоффи и описывается как хорошо выглядящий в костюме[15].
- Тоффи убил и королеву Комету (мать Мун), и королеву Солярию. Когда он убил Комет, он добавил череп на плечо. У Тоффи также есть второй череп на другом плече. Можно с уверенностью предположить, что в своё время он убил другую королеву. Некоторые фанаты думают, что персонаж также убил Солярию — были некоторые доказательства того, что он находился рядом в период её руководства. Единственная проблема с этой теорией заключается в том, что королева Солярия изображена с молниями на щеках[15]. Screen Rant предполагает, что Тоффи решил пойти с булавами как своего рода послание Эклипсе, вероятно, в её поддержку или в качестве предупреждения. Возможно, что монстр убил совсем другую безымянную королеву[15].